# Кабицин, Иван Иванович
Иван Иванович Кабицин (1902—1968) — полковник Советской Армии, участник Великой Отечественной войны, Герой Советского Союза (1946).

## Биография
Иван Кабицин родился 14 сентября 1902 года в деревне Вырытово (ныне — Гусь-Хрустальный район Владимирской области). После окончания начальной школы работал плотником. В 1920 году Кабицин был призван на службу в Рабоче-крестьянскую Красную Армию. Участвовал в боях Гражданской войны. В 1929 году он окончил Ленинградские военно-политические курсы, в 1936 году — курсы «Выстрел». С февраля 1942 года — на фронтах Великой Отечественной войны. Принимал участие в боях на Калининском, Юго-Западном, 3-м Украинском и 1-м Белорусском фронтах, три раза был ранен. В 1943 году Кабицин окончил ускоренный курс Военной академии имени Фрунзе. К марту 1945 года гвардии подполковник Иван Кабицин командовал 140-м гвардейским стрелковым полком 47-й гвардейской стрелковой дивизии 8-й гвардейской армии 1-го Белорусского фронта. Отличился во время Берлинской операции.
В марте-апреле 1945 года полк Кабицина успешно вёл боевые действия на Кюстринском плацдарме. Когда советские войска 16 апреля 1945 года перешли в наступление, полк прорвал немецкую оборону на Зееловских высотах и, ворвавшись в Берлин, овладел несколькими городскими кварталами, переправился через Шпрее и захватил плацдарм.
Указом Президиума Верховного Совета СССР от 15 мая 1946 года за «образцовое выполнение боевых заданий командования на фронте борьбы с немецкими захватчиками и проявленные при этом мужество и героизм» гвардии подполковник Иван Кабицин был удостоен высокого звания Героя Советского Союза с вручением ордена Ленина и медали «Золотая Звезда» за номером 8256.
После окончания войны Кабицин продолжил службу в Советской Армии. В 1949 году он окончил курсы «Выстрел». В 1953 году в звании полковника Кабицин был уволен в запас. Проживал и работал в Харькове. Скончался 10 июня 1968 года, похоронен в Харькове.
Был награждён двумя орденами Ленина, тремя орденами Красного Знамени, орденом Отечественной войны 1-й степени, рядом медалей.